# Constitutioneel referendum in Liberia (1935)
Het constitutioneel referendum in Liberia van 1935 werd op 7 mei van dat jaar gehouden en handelde over de verlenging van het ambtstermijn van de president van vier naar acht jaar. Het ambtstermijn zou tegelijk worden beperkt tot één periode. In ieder geval stemde een meerderheid van twee derde van de kiezers vóór deze constitutionele aanpassing, want dat was het voorgeschreven wettelijke minimum voor een geldig referendum.
Tegelijk met het referendum werden de presidents- en parlementsverkiezingen gehouden.

## Bron
- (en)  African Elections Database: 1935 Liberian Constitutional Referendum
- (de)  Liberia, 7. Mai 1935 : 8 Jahre Amtszeit für Präsidenten; Beamtenstatus, Database and Search Engine for Direct Democracy